# Église Saint-Arnoul de Coulonges
L'église de Saint-Arnoul, située à Sylvains-les-Moulins dans le département de l'Eure en Normandie, est une église du XIIe siècle pour la partie ancienne et du XIXe siècle pour les parties les plus récentes.

## Historique
L'église Saint-Arnoul est située dans le hameau de Coulonges. Elle fut entièrement rénovée en 1886 par le curé de Sylvains-les-Moulins au début de la III république (1870-1940). L'harmonium et les tableaux sont du Second Empire (1852-1870), la totalité des tableaux ont été offert par Napoléon III et son épouse l'impératrice Eugénie de Montijo.

## Culte de saint Arnoul
Saint Arnoul de Soissons ou de la palemelle est le saint protecteur des brasseurs, très populaire dans le nord ouest de la France. L'historien Nicolas Wasylyszyn fait le rapprochement entre le culte de saint Arnoul à Sylvains-les-Moulins au XIIe siècle et saint Phillibert à Villez-sous-Bailleul.

## Architecture
L'église a pour caractéristique majeure d'avoir une nef se terminant par un chevet plat. De plus, les innovations du XIXe siècle hormis les tableaux, sont peu importantes. Toutefois, nous pouvons remarqué aisément que la sacristie date de 1863. Depuis 2007, la sacristie et l'ensemble de l'église font l'objet d'une restauration par la fondation du patrimoine.